# 장안동 (서울)
장안동(長安洞)은 서울특별시의 동대문구에 위치한 법정동의 명칭이다.

## 개요
장안동은 중랑천을 동쪽에 끼고 있으며, 조선시대에는 ‘장한벌’ 또는 ‘장한평’이라 부른데서 동명이 유래되었다. 장한벌은 송정동과 답십리 사이에 있었던 벌판으로, 조선시대 군마의 방목장이자 기마훈련장이었다. 이에 따라 ‘마장안벌’이라 하던 것이 ‘장안벌’로 줄여지고 이 명칭이 ‘장안벌’ 또는 ‘장한벌’이라 불리게 되었다. 장한벌은 중랑천의 범람원이었으나 개화기로부터 차차 농토로 개척되어 비옥한 농토로 변하였다. 일본은 경술합방으로 국권을 침탈하고는 토지조사사업이라는 명목으로 장한벌의 토지를 동양척식주식회사에 소속을 시켰다. 이후 해방이 되고 미군정 하에서 동양척식주식회사의 후신인 신한공사의 관리에 들어갔다가 대한민국 정부 수립 후의 농지개혁 때 실제 경작자들에게 분배되었다. 그 후 동대문 지역에 인구집중현상이 두드러지자 이곳을 농지로 유지할 수 없게되어 서울특별시에서는 1975년부터 이곳에 토지구획정리사업을 실시하여 농지에서 주택지로 전환하였다. 1975년 10월 1일 동명칭 및 구역획정에 따라 당시 성동구 중곡동, 능동, 군자동 각 일부를 통합하여 장안동을 신설함으로써 장안동이 만들어졌다. 1978년 10월 10일 장안1, 2동으로 분동하였고, 1985년 8월 8일에는 다시 1, 2동을 장안1, 2, 3, 4동으로 분동하였다가, 2009년 5월 4일 장안 1, 3동을 장안1동으로 통합하였다.

## 법정동
- 장안동

## 교육
- 은석초등학교
- 서울군자초등학교
- 서울장평초등학교
- 서울안평초등학교
- 동국대학교 사범대학 부속중학교
- 장평중학교
- 동국대학교 사범대학 부속고등학교

## 교통
- ● 수도권 전철 5호선
  - 장한평역

## 아파트
| 단지명              | 건설사              | 시행사                    | 주소                     | 입주        | 비고 |
| ------------------- | ------------------- | ------------------------- | ------------------------ | ----------- | ---- |
| 래미안 장안 1차     | 삼성물산㈜ 건설부문 | 장안시영1단지 재건축조합  | 동대문구 장한로14길 81   | 2003년 4월  |      |
| 래미안 장안 2차     | 삼성물산㈜ 건설부문 | 장안시영2단지 재건축조합  | 동대문구 장안벚꽃로 167  | 2007년 6월  |      |
| 장안 현대홈타운 1차 | 현대건설            | 장안1동 재건축주택조합    | 동대문구 장안벚꽃로 107  | 2003년 10월 |      |
| 장안 현대홈타운 2차 | 현대건설            | 장안삼사공 재건축주택조합 | 동대문구 장한로26다길 84 | 2005년 12월 |      |
| 장안 힐스테이트     | 현대건설            | 장안시영2단지 재건축조합  | 동대문구 장안벚꽃로1길 7 | 2007년 8월  |      |